# Eagles Live
Eagles Live è il primo album dal vivo della rock band Eagles, pubblicato nel 1980 in doppio album.

## Il disco
Il disco venne ultimato quando la band si stava sciogliendo e per obblighi contrattuali venne pubblicato un album dal vivo con registrazioni prese dai tour di Hotel California del 1976 e di The Long Run del 1980. La band rifiutò l'offerta di 2 milioni di dollari da parte della casa discografica per registrare due nuove canzoni. Il disco contiene tuttavia tre tracce inedite: Life's Been Good e All Night Long, due canzoni di Joe Walsh e una cover del brano Seven Bridges Road di Steve Young. 
Il disco ha venduto 3,5 milioni di copie negli Stati Uniti, equivalenti a 7 milioni di doppi dischi.

## Tracce
Disco 1
1. Hotel California - 6:55
2. Heartache Tonight - 4:35
3. I Can't Tell You Why - 5:24
4. The Long Run - 5:35
5. New Kid in Town - 5:45
6. Life's Been Good - 9:38

Disco 2
1. Seven Bridges Road - 3:05
2. Wasted Time - 5:40
3. Life in the Fast Lane - 5:10
4. Doolin-Dalton (reprise 2) - 0:44
5. Desperado - 4:04
6. Take It to the Limit - 5:20
7. Saturday Night - 3:55
8. All Night Long - 5:40
9. Take It Easy - 5:20

## Singoli
1. Seven Bridges Road/The Long Run (15 dicembre 1980)

## Formazione
- Don Felder - chitarre, chitarra slide, organo, armonia e cori
- Glenn Frey - chitarra ritmica, tastiere, voce
- Don Henley - batteria, percussioni, voce
- Randy Meisner - basso, voce (concerti del 1976 in New Kid in Town, Wasted Time, Take It to the Limit, Doolin'-Dalton (Reprise 2) e Desperado)
- Timothy B. Schmit - basso, voce (spettacoli del 1980; tutte le altre canzoni)
- Joe Walsh - chitarre, chitarra slide, tastiere, voce